# Arat (Name)
Arat ist ein türkischer männlicher Vorname, u. a. mit der Bedeutung „Beherztheit, Mut, Kühnheit, Verwegenheit“, der auch als Familienname auftritt.

## Namensträger

### Vorname
- Arat Dink (* 1979), türkischer Journalist und Herausgeber armenischer Herkunft

### Familienname
- Can Arat (* 1984), türkischer Fußballspieler
- Erdem Arat (* 1946), türkischer Fußballspieler
- Hasan Arat (* 1959), türkischer Sportfunktionär, Geschäftsmann und Basketballspieler
- İbrahim Arat (* 1988), türkischer Gewichtheber
- Melda Arat (* 1970), türkische Schauspielerin